# تشانينج مور وليامز
تشانينج مور وليامز (بالإنجليزية: Channing Moore Williams)‏ هو قسيس ومبشر أمريكي، ولد في 18 يوليو 1829 في ريتشموند في الولايات المتحدة، وتوفي في 2 ديسمبر 1910.